# Tiszakóród
Tiszakóród ist eine ungarische Gemeinde im Kreis Fehérgyarmat im Komitat Szabolcs-Szatmár-Bereg. Zur Gemeinde gehört der südlich gelegene Ortsteil Újkóródtanya.

## Geografische Lage
Tiszakóród liegt ungefähr 20 Kilometer nordöstlich der Stadt Fehérgyarmat an der Theiß, die die Grenze zur Ukraine bildet. Ungarische Nachbargemeinden sind Tiszacsécse und Túristvándi. Nördlich der Grenze liegt der ukrainische Ort Wary.

## Sehenswürdigkeiten
- Reformierte Kirche, ursprünglich im 15. Jahrhundert erbaut, im 18. Jahrhundert im Barockstil umgebaut, der Turm wurde 1893 hinzugefügt
- Weltkriegsdenkmal (I. világháborús emlékmű), erschaffen 1926 von dem Bildhauer  János Csiszér

## Verkehr
Durch Tiszakóród verläuft die Landstraße Nr. 4129. Der nächstgelegene ungarische Bahnhof befindet sich in südwestlich Penyige, der nächstgelegene ukrainische Bahnhof östlich in Wylok.

## Bilder

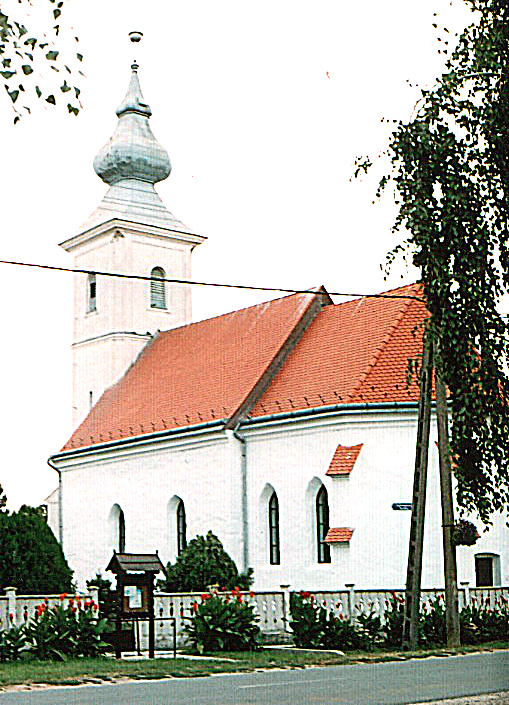
Reformierte Kirche Tiszakóród
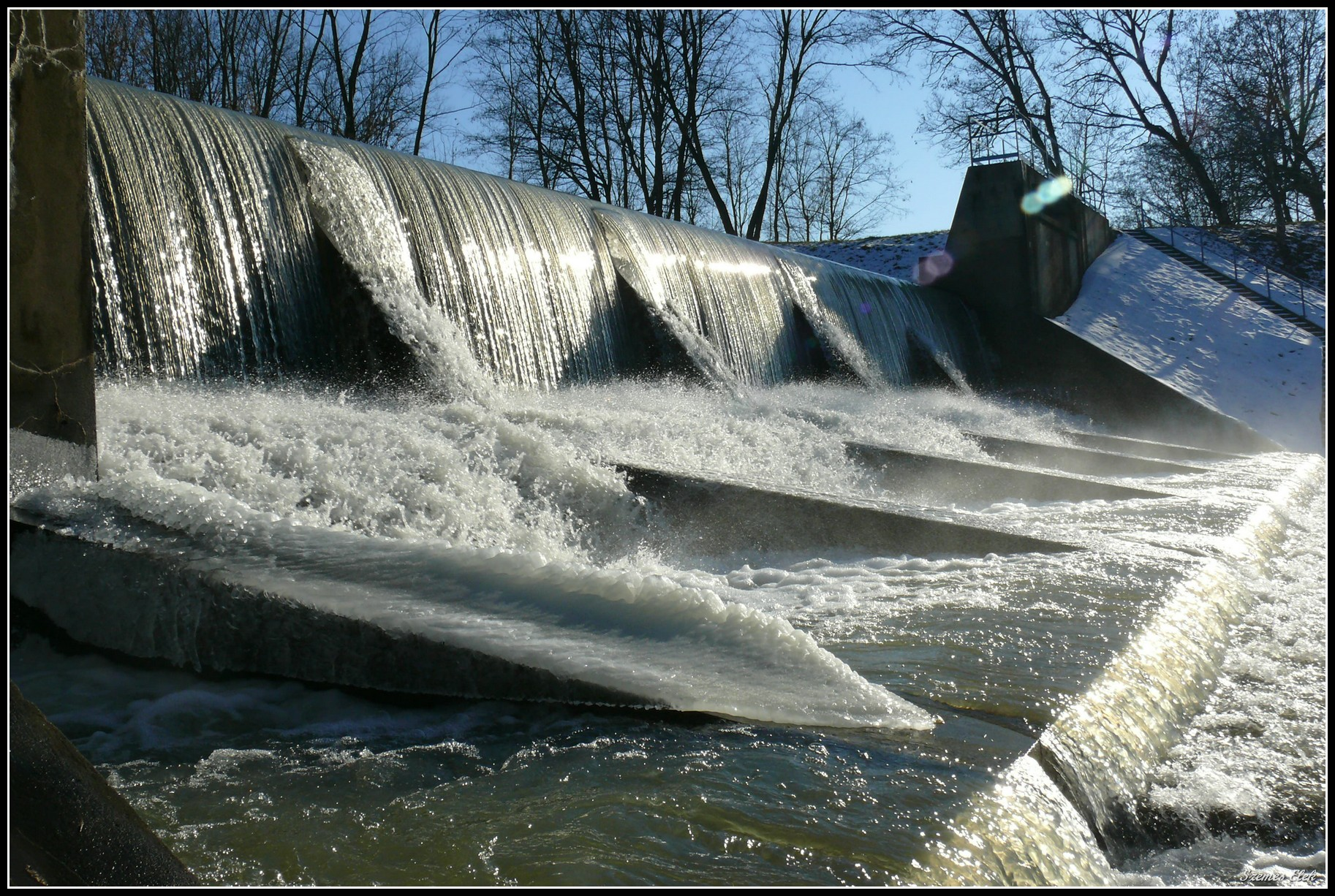
Staustufe am Túr